# Adine Masson
Françoise »Adine« Masson, francoska tenisačica.
V posamični konkurenci se je šestkrat uvrstila v finale turnirja za Državno prvenstvo Francije. Osvojila je prve tri naslove v letih 1897, 1898 in 1899 ter v letih 1902 in 1903, leta 1904 pa jo je v finalu premagala Kate Gillou. Turnir je osvojila tudi v konkurenci ženskih dvojic skupaj z Yvonne de Pfeffel leta 1907, leta 1902 se je uvrstila v konkurenci mešanih dvojic v finale skupaj z Willyjem Massonom.

## Finali Grand Slamov

### Posamično (6)

#### Zmage (5)
| Leto | Turnir                         | Nasprotnica v finalu | Rezultat finala |
| 1897 | Državno prvenstvo Francije     | P. Girod             | 6–3, 6–1        |
| 1898 | Državno prvenstvo Francije (2) |                      |                 |
| 1899 | Državno prvenstvo Francije (3) |                      |                 |
| 1902 | Državno prvenstvo Francije (4) | P. Girod             | 6–0, 6–1        |
| 1903 | Državno prvenstvo Francije (5) | Kate Gillou          | 6–0, 6–8, 6–0   |

#### Porazi (1)
| Leto | Turnir                     | Nasprotnica v finalu | Rezultat finala |
| 1904 | Državno prvenstvo Francije | Kate Gillou          |                 |

### Ženske dvojice (1)

#### Zmage (1)
| Leto | Turnir                     | Partnerica        | Nasprotnici v finalu | Rezultat finala |
| 1907 | Državno prvenstvo Francije | Yvonne de Pfeffel |                      |                 |

### Mešane dvojice (1)

#### Porazi (1)
| Leto | Turnir                     | Partnerica   | Nasprotnici v finalu           | Rezultat finala |
| 1902 | Državno prvenstvo Francije | Willy Masson | Hélène Prévost Réginald Forbes |                 |